# L Loko x Drini
L Loko x Drini ist ein Schweizer Rap-Duo.

## Hintergrund
L Loko (bürgerlich Rafael Luna, * 16. November 1992 in Zürich), dessen Eltern aus der Dominikanischen Republik und aus Ungarn stammen, und sein Jugendfreund Drini (bürgerlich Valdrin Hasani, * 23. Juli 1993 in Zürich), dessen Wurzeln aus dem Kosovo stammen, sind seit 2015 zusammen in verschiedenen Rap-Formationen unterwegs, darunter "Drü0Vier" und "Sektion Züri/Sektion ZH".
Zunächst machten sie sich auf SoundCloud einen Namen.
Sie veröffentlichten zwei EPs, Willkomme ide Realität und Summer für Summer. Letztere entstand zusammen mit Joe Berry und erreichte Platz 54 der Schweizer Albumcharts.
2019 erschien ihr Debütalbum Balance. Das Album erreichte Platz 5 in den Schweizer Charts. Vom Schweizer Rap-Magazin Lyrics wurden sie 2020 mit dem "Lyrics Award" für das beste Release ausgezeichnet.

## Musik
Musikalisch spielen L Loko & Drini Trap in Schweizer Mundart. Textlich setzt man auf leichtes und gönnerhaftes Leben, ohne die genrespezifischen Übertreibungen einzusetzen. Beeinflusst wurden beide durch die Künstler Kendrick Lamar und ASAP Rocky.

## Diskografie
Alben
- 2019: Balance
- 2022: Made in Wiedike
- 2024: Am Endi wird alles guet

EPs
- 2017: Summer für Summer (mit Joe Berry)
- 2018: Willkommen ide Realität
- 2018: 14/16

Singles
- 2018: B.M.W.
- 2018: Dinero
- 2019: Alles ha (Rmx)
- 2019: NBA
- 2019: Mula
- 2019: Diskutier nöd (mit MC Hero)
- 2019: Kollerwiese Vibes
- 2019: Mamacita (mit Don Fuego)
- 2020: 5K
- 2020: Off White (mit Sektion Züri)
- 2022: Will nomeh

## Auszeichnungen

### Erhaltene Auszeichnungen
- 2020: Lyrics Awards – Kategorie: "Best Release" (für Balance)[13]
- 2023: Swiss Music Awards – Kategorie: "Best Hit" (für Will nomeh)[14]